# Campionato francese di rugby a 15 1970-1971
Il Campionato francese di rugby a 15 1970-1971 fu disputato da 64 squadre divise in 8 gironi di 8 squadre. Le prime 4 di ogni gruppo, per un totale di 32, sono qualificate per la fase ad eliminazione diretta.
L'AS Béziers ha conquistato il titolo superando in finale il RC Toulon.
È il primo di una serie di titoli per il Béziers negli anni 70-80 mentre il Toulon dovrà attendere il 1987 per il successo.

## Fase di qualificazione
(Le squadre sono indicate secondo la classifica finale del gruppo di qualificazione. In grassetto le qualificate al turno successivo)
| - La Voulte - RC Toulon - Stade aurillacois - US Romans - SC Angoulême - Racing club de France - US Oyonnax - Lombez-Samatan          | - Stade bagnérais - US Dax - Tyrosse RCS - AS Montferrand - RC Vichy - US bressane - Toulouse olympique EC - Lyon OU                 | - CA Bègles - SU Agen - Stade beaumontois - Stade montois - FC Oloron - FC Saint-Claude - CA Sarlat - Cahors              |
| - Stadoceste tarbais - FC Grenoble - Biarritz olympique - Stade poitevin - US Quillan - SA Mauléon - SC Tulle - Paris université club | - Stade toulousain - Saint-Jean-de-Luz OR - US Cognac - CA Périgueux - SO Chambéry - Montchanin - Stade lavelanétien - CA Lannemezan | - AS Béziers - Section paloise - Stade dijonnais - Stade rochelais - Valence - Saint-Girons SC - UA Gaillac - US Bergerac |
| - CA Brive - Castres olympique - SC Graulhet - FC Lourdes - Boucau stade - US Fumel Libos - Condom - US Carmaux                       | - RC Narbonne - US Montauban - Aviron bayonnais - ES Avignon Saint-Saturnin - FC Auch - USA Perpignan - Rodez - CS Vienne            | |

## Sedicesimi di finale
(In grassetto le qualificate al turno successivo)
| Squadra 1         | Squadra 2                 | Risultati |
| ----------------- | ------------------------- | --------- |
| AS Béziers        | Stade poitevin            | 19-0      |
| Stade dijonnais   | Saint-Jean-de-Luz OR      | 8-3       |
| Stade bagnérais   | FC Lourdes                | 18-9      |
| Section paloise   | Biarritz olympique        | 11-6      |
| Stade montois     | Stadoceste tarbais        | 30-19     |
| Castres olympique | Stade beaumontois         | 12-3      |
| SU Agen           | Stade aurillacois         | 6-3       |
| La Voulte         | ES Avignon Saint-Saturnin | 14-3      |
| CA Brive          | Stade rochelais           | 14-6      |
| Tyrosse RCS       | Aviron bayonnais          | 11-8      |
| CA Bègles         | AS Montferrand            | 12-8      |
| US Dax            | US Cognac                 | 3-0       |
| RC Narbonne       | CA Périgueux              | 27-6      |
| RC Toulon         | SC Graulhet               | 8-0       |
| Stade toulousain  | US Romans                 | 26-6      |
| US Montauban      | FC Grenoble               | 12-8      |

## Ottavi di finale
(In grassetto le qualificate ai quarti di finale)
| Squadra 1        | Squadra 2         | Risultati |
| ---------------- | ----------------- | --------- |
| AS Béziers       | Stade dijonnais   | 11-0      |
| Stade bagnérais  | Section paloise   | 8-5       |
| Stade montois    | Castres olympique | 6-5       |
| SU Agen          | La Voulte         | 17-9      |
| CA Brive         | Tyrosse RCS       | 11-0      |
| CA Bègles        | US Dax            | 0-10      |
| RC Narbonne      | RC Toulon         | 6-14      |
| Stade toulousain | US Montauban      | 20-12     |

## Quarti di finale
(In grassetto le qualificate alle semifinali)
| Squadra 1     | Squadra 2        | Risultati |
| ------------- | ---------------- | --------- |
| AS Béziers    | Stade bagnérais  | 32-9      |
| Stade montois | SU Agen          | 6-14      |
| CA Brive      | US Dax           | 12-9      |
| RC Toulon     | Stade toulousain | 8-0       |

## Semifinali
(In grassetto le qualificate alla finale)
| Squadra 1  | Squadra 2 | Risultati |
| ---------- | --------- | --------- |
| AS Béziers | SU Agen   | 20-9      |
| CA Brive   | RC Toulon | 3-6       |

## Finale
| Arbitro: | Michel Dubernet |

| |            | |
| mete: Séguier c.p.: Cabrol 2 /> Drop: Astre | Marcatori  | c.p.: Laboure |
| Armand Vaquerin, André Lubrano, Jean-Pierre Hortoland, Georges Senal, Alain Estève, Olivier Saïsset, Yvan Buonomo, Christian Pesteil, Richard Astre (cap.), Henri Cabrol, René Séguier, Jean Sarda, Joseph Navarro, Gérard Lavagne, Jack Cantoni | Formazioni | Jean-Claude Ballatore, Noêl Vadella, Arnaldo Gruarin, Michel Sappa, André Herrero (cap.), Christian Carrère, Daniel Hache, Daniel Herrero, Louis Irastorza, Paul Bos, Bernard Giabbiconi, Jean-Pierre Carreras, Gilles Delaigue, Roger Fabien, Bernard Laboure |